# Стильяно
Стильяно (итал. Stigliano) — коммуна в Италии, расположена в регионе Базиликата, подчиняется административному центру Матера.
Население составляет 6000 человек (на 2004 г.), плотность населения составляет 27 чел./км². Занимает площадь 209 км². Почтовый индекс — 75018. Телефонный код — 0835.
Покровителем населённого пункта считается Антоний Падуанский. Праздник ежегодно празднуется 13 июня.